# Pointe de Malendure
La pointe de Malendure est un cap de Guadeloupe situé à Bouillante.

## Géographie
Il se situe à l'ouest de Falaise Bellon et à l'est de la pointe Batterie avec qui il forme la plage de Malendure. Il fait face aux îlets Pigeon.

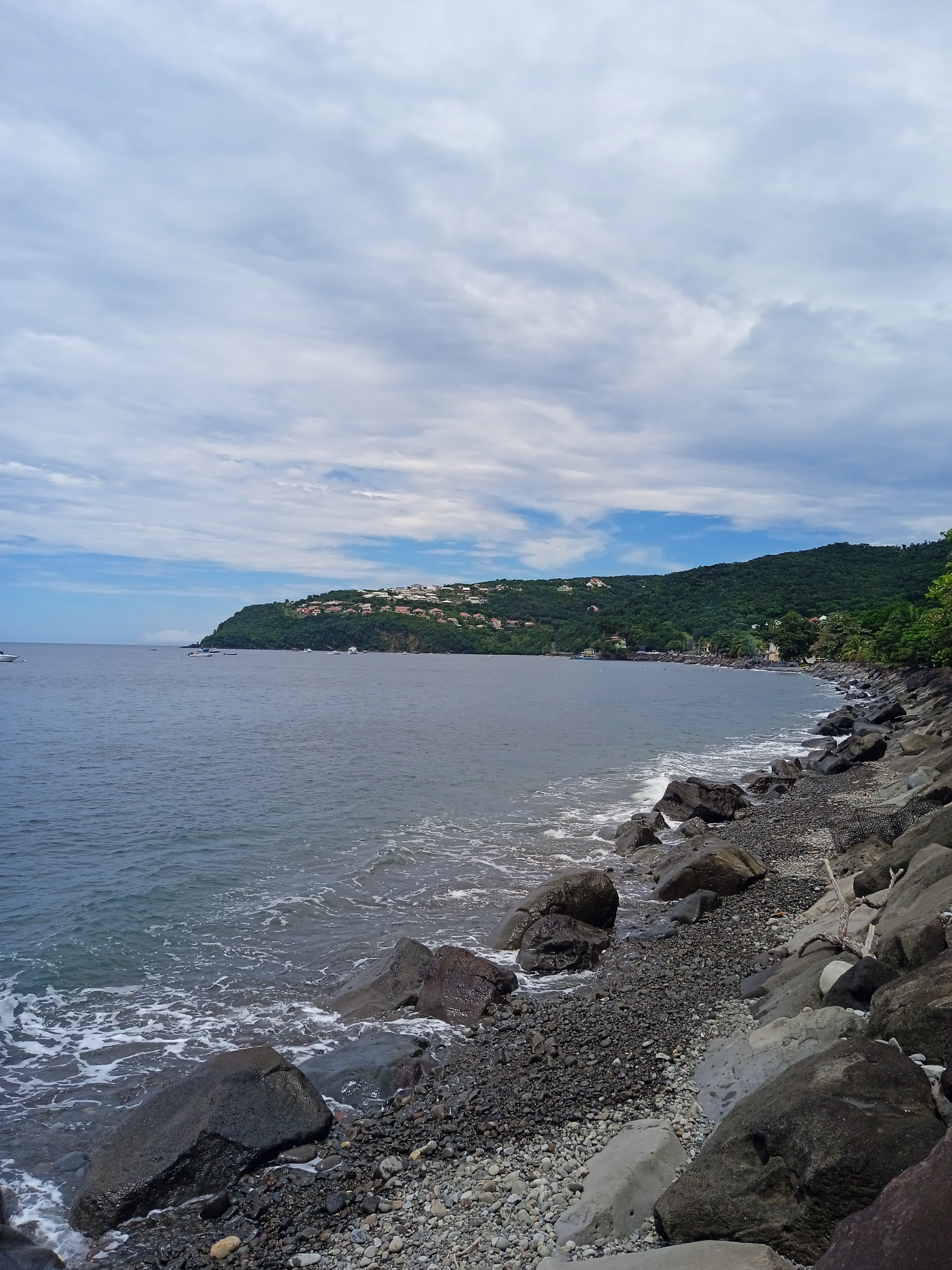
Anse à Galets et pointe de Malendure.
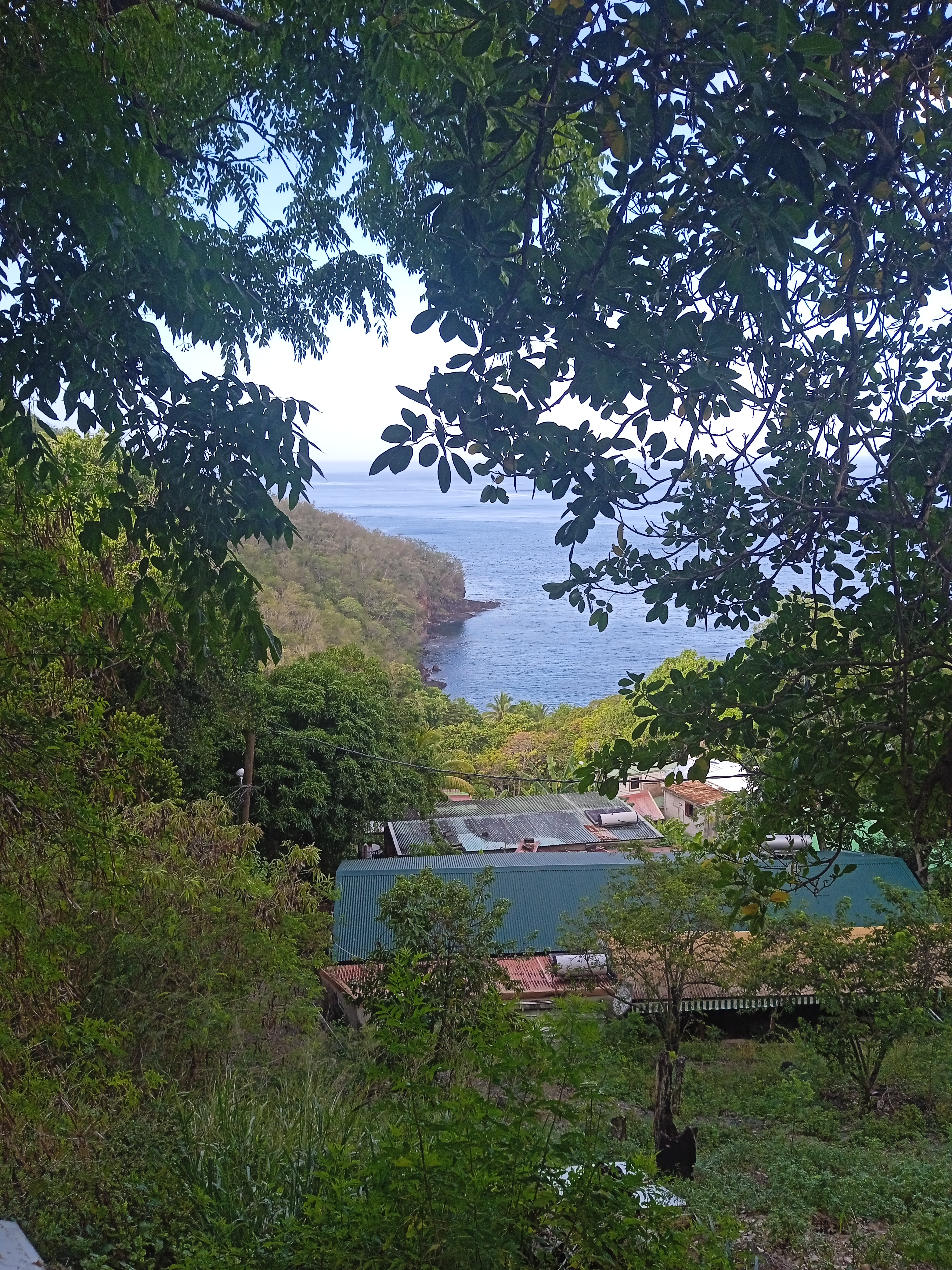
Anse à Négresse et Falaise Bellon.

## Histoire
Au XVIIIe siècle, pour faire pendant à la pointe à Lézard en face, une batterie de deux canons y est envisagée mais il n'est pas certain qu'elle ait été construite.
Le 2 octobre 1813, Charles Douënel, un planteur de Bouillante qui employait des déserteurs, de crainte que ceux-ci ne le dénoncent et refusant de les payer, les fait assassiner devant la pointe de Malendure par ses esclaves. Le misérable fait ensuite déporter ces derniers de peur qu'ils ne parlent. Leurs témoignages de toute façon n'étaient pas considérés,.
Un diagnostic archéologique y est mené en 2014 par l'Inrap.